# Capitanía marítima

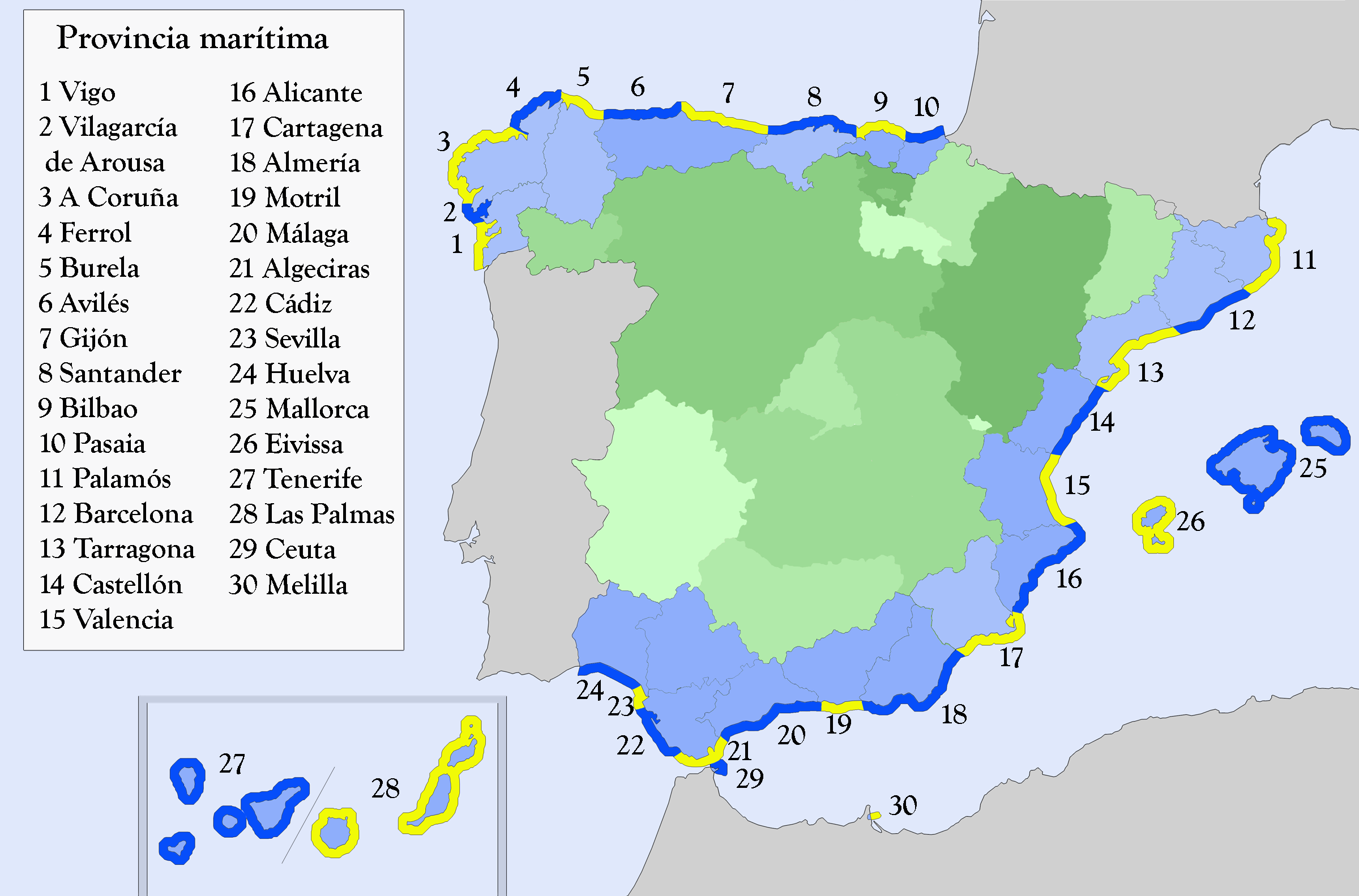
Localización de las actuales capitanías marítimas españolas.

Una capitanía marítima en España, es un órgano periférico de la administración marítima, dependiente del Ministerio competente (actualmente, el Ministerio de Transportes, Movilidad y Agenda Urbana), a través de la Dirección General de la Marina Mercante.  Se ocupa de las competencias en materia de ordenación general de la navegación marítima y de la flota civil, excepción hecha de la pesquera, en aquellos lugares donde se desarrolla un determinado nivel de navegación o donde lo requiere las condiciones de seguridad marítima.

## Historia
Esta estructura organizativa supone la desvinculación de la Administración Marítima respecto de la administración militar.
Las referencias de la anterior reglamentación sobre abanderamiento, matriculación de buques y registro marítimo hace a los Jefes Provinciales de la Marina Mercante, a los Inspectores Provinciales de Seguridad Marítima, Buques y Comunicaciones y a las Provincias Marítimas deberán entenderse hechas, respectivamente, a los Capitanes Marítimos, a los Jefes de Distrito, a los Inspectores Navales, a los Inspectores Marítimos Náuticos, de Máquinas y de Radio, y a las Capitanías Marítimas. 

## Normativa
Las capitanías marítimas están regladas por la Ley de puertos del Estado y de la marina mercante y en el Real Decreto por el que se regulan las Capitanías Marítimas y los Distritos Marítimos.

## Capitán Marítimo
El Capitán Marítimo ejerce la jefatura de todas las unidades administrativas dependientes directamente de la Capitanía Marítima, así como la dirección y coordinación de los Distritos Marítimos integrados en el ámbito geográfico de la misma.
Bajo la superior dirección de la Secretaría General de Transportes y con dependencia orgánica y funcional de la Dirección General de la Marina Mercante, el Capitán Marítimo está facultado, con sujeción a las órdenes y directrices de la Dirección General de la Marina Mercante, para organizar las tareas encomendadas a la Capitanía Marítima del modo que considere más eficaz para el cumplimiento de sus fines.
Asimismo, en su condición de autoridad y en los términos indicados anteriormente, el capitán marítimo dirigirá e impulsará las actividades inherentes a las funciones que le están atribuidas.

#### Funciones
Además de las funciones que le atribuye la Ley de Puertos del Estado y de la Marina Mercante y de cualesquiera otras que les confiera expresamente la normativa vigente, ejercerá  indicadas en el Real Decreto por el que se regulan las Capitanías Marítimas y los Distritos Marítimos.